# Here I Go Again (Whitesnake)
Here I Go Again is een nummer van de Britse hardrockband Whitesnake, Het is de eerste single van hun vijfde studioalbum Saints & Sinners uit november 1982 en werd in oktober dat jaar oorspronkelijk alleen in de VS en Canada op single uitgebracht. Op 3 februari 1987 werd het nummer als remix eerst in de VS en Canada opnieuw op single uitgebracht als Here I Go Again [1987]. In oktober dat jaar volgde Europa en op 16 november Australië, Nieuw-Zeeland en Japan.

## Achtergrond
In het najaar van 1982 had de oorpronkelijke versie weinig succes. In het najaar van 1987 kwam Whitesnake met het album 1987 (Amerikaanse titel Whitesnake) waar een nieuwe opgenomen versie op stond: "Here I Go Again [1987]". Deze versie werd wél een hit in veel Engelstalige landen, de Benelux, Duitsland en Noorwegen. In Whitesnake's thuisland het Verenigd Koninkrijk bereikte de plaat de 9e positie in de UK Singles Chart, in Ierland de 7e, in Noorwegen de 9e en in Duitsland de 29e positie. In Australië behaalde de plaat de 27e positie en in Nieuw-Zeeland de 34e. In de Verenigde Staten wist de plaat de nummer 1-positie te bereiken in de Billboard Hot 100, evenals in Canada.
In Nederland was de plaat op vrijdag 23 oktober 1987 Veronica Alarmschijf op Radio 3 en werd een grote hit in de destijds twee landelijke hitlijsten op de nationale publieke popzender. De plaat bereikte de 5e positie in de Nederlandse Top 40 en de 6e positie in de Nationale Hitparade Top 100. In de Europese hitlijst op Radio 3, de TROS Europarade, werd géén notering behaald, aangezien deze hitlijst op donderdag 25 juni 1987 voor de laatste keer werd uitgezonden.
In België bereikte de plaat de 13e positie in de Vlaamse Radio 2 Top 30 en de 17e positie in de voorloper van de Vlaamse Ultratop 50. In Wallonië werd géén notering behaald.
Nederlander Adje Vandenberg speelde de leidende gitaar voor dit in 1987 (opnieuw) opgenomen en uitgebrachte nummer in.
Sinds de editie van december 2014 staat de plaat genoteerd in de jaarlijkse NPO Radio Top 2000 van de Nederlandse publieke radiozender NPO Radio 2, met als hoogste notering een 528e positie in 2017.

## NPO Radio 2 Top 2000
| Nummer met noteringen in de NPO Radio 2 Top 2000 | '14 | '15 | '16 | '17 | '18 | '19 | '20 | '21 | '22 | '23 | '24  |
| ------------------------------------------------ | --- | --- | --- | --- | --- | --- | --- | --- | --- | --- | ---- |
| Here I Go Again                                  | 734 | 655 | 645 | 528 | 657 | 774 | 732 | 808 | 836 | 909 | 1005 |

1. ↑  Een vetgedrukt getal geeft de hoogste notering aan.
2. ↑  2014 was het eerste jaar met een notering voor dit nummer.